# Xã Viking, Quận Traill, Bắc Dakota
Xã Viking (tiếng Anh: Viking Township) là một xã thuộc quận Traill, tiểu bang Bắc Dakota, Hoa Kỳ. Năm 2010, dân số của xã này là 169 người.